# Chersodromia dissita
Chersodromia dissita är en tvåvingeart som beskrevs av Collin 1960. Chersodromia dissita ingår i släktet Chersodromia och familjen puckeldansflugor. Inga underarter finns listade i Catalogue of Life.